# Harry Wilson (Leichtathlet, 1896)

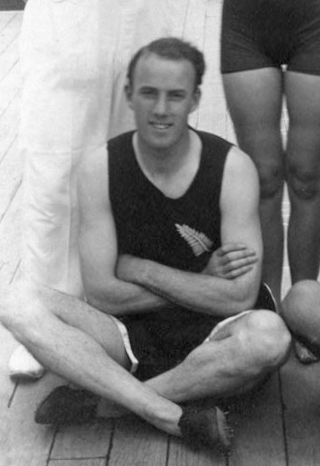
Harry Wilson, 1920

Harry Wilson (Harry Ernest Wilson; * 28. Mai 1896 in Wellington; † 11. August 1979) war ein neuseeländischer Hürdenläufer, der sich auf die 110-Meter-Distanz spezialisiert hatte.
1919 gewann er Bronze bei den Inter-Alliierten Spielen, und 1920 wurde er Vierter bei den Olympischen Spielen in Antwerpen.
1919 wurde er Englischer Meister und 1920 Australasiatischer Meister über 120 Yards Hürden. Seine persönliche Bestzeit über diese Distanz von 14,8 s stellte er am 12. März 1921 in Wellington auf.